# Kaplica św. Wita w Żywcu
Kaplica św. Wita w Żywcu – nieistniejąca kaplica rzymskokatolicka w Żywcu.
Kaplica powstała w 1669 roku na rozkaz króla Jana II Kazimierza Wazy, w 1964 została wyburzona w związku z budową Jeziora Żywieckiego. Była położona przy źródle (studzience) św. Wita, któremu przypisywane były właściwości uzdrawiające. Zlokalizowana była przy trakcie prowadzącym obok Starego Żywca w kierunku Porąbki, u podnóża wysokiego stoku, który porośnięty był bukami, dębami i lipami.

## Historia
Według przekazów ustnych w uroczysku „Lipie” w czasach przedlokacyjnych miała znajdować się świątynia poświęcona bogini Żywii, od której imienia nazwę miało wziąć miasto Żywiec. Na miejscu domniemanej świątyni została w późniejszym okresie ustawiona kapliczka „Boża Męka” oraz powstała studnia z umocnionymi brzegami.
Z miejscem tym związana jest również legenda głosząca, że uroczysko odwiedził św. Wit, który uderzył włócznią o zlokalizowany tam kamień, z którego zaczęła wydobywać się woda o właściwościach leczniczych.
Podczas pobytu w Żywcu w 1669 król Jan II Kazimierz Waza zapadł na chorobę oczu, z której miał zostać uzdrowiony dzięki wodzie ze źródła św. Wita. Przy źródle w 1669 na rozkaz króla została wzniesiona drewniana kaplica św. Wita. Nie zostały zachowane informacje o dokładnym wyglądzie obiektu. W 1702 na ścianach kaplicy umieszczone zostały dwie drewniane tablice zawierające treści wierszy na temat źródła oraz jego patrona autorstwa Andrzeja Komonieckiego.
Wielokrotnie remontowana drewniana kaplica uległa zawaleniu. W jej miejscu w 1869 powstała nowa, neogotycka kaplica murowana, wybudowana według projektu Karola Pietschki, co nastąpiło na polecenie Albrechta Fryderyka Habsburga w związku z prośbami mieszkańców. Prowadzone tu były m.in. śluby oraz pogrzeby.
Kaplica była często odwiedzana przez okolicznych mieszkańców, co wynikało z uznawania przez nich wody z tutejszego źródła za posiadającą cudowne właściwości. Miała ona leczyć choroby oczu, skóry oraz inne dolegliwości przewlekłe.
Przedstawienie kaplicy było elementem pieczęci gminy Stary Żywiec, wykorzystywanej od lat 80. XIX wieku do 1929. Budynek nie został zniszczony podczas I i II wojny światowej.
30 maja 1964 kaplicę podczas wizytacji kanoniczej odwiedził arcybiskup krakowski Karol Wojtyła.
W 1964 w związku z budową Jeziora Żywieckiego kaplica została wyburzona poprzez wysadzenie, ponieważ linia brzegowa powstającego zbiornika dosięgała jej podstawy. Źródło św. Wita zostało zachowane, jednak przeniesione zostało wyżej znajdującego się za nim stoku i pozostaje w dalszym ciągu udostępnione oraz wykorzystywane.

## Wyposażenie kaplicy
Do zachowanego wyposażenia znajdującego się dawniej w kaplicy i współcześnie wchodzącego w skład zbiorów Muzeum Miejskiego w Żywcu należały:
- Figura św. Barbary – późnogotycka drewniana rzeźba, powstała około 1510 i posiadająca wysokość 68 cm, wydrążona z tyłu i pokryta nowszą polichromią olejną, która zasłoniła oryginalną. Figura przestawia stojącą św. Barbarę, trzymającą w lewej ręce kielich, a prawą podtrzymującą połę okrywającego ją płaszcza[10]. Przy świętej umieszczone zostało przedstawienie wieży, w której była więziona[9]. Figura znajdowała się na szczycie ołtarza[10].
- Figura św. Katarzyny – późnogotycka z około 1510, o wysokości 69,3 cm. Wykonana z drewna i wydrążona w części tylnej. Jej pierwotna polichromia została przykryta przez późniejszą, olejną. Ukazuje św. Katarzynę w stojącej pozycji, pierwotnie dzierżącą w prawej ręce miecz (zachowana została jedynie jego rękojeść), natomiast jej lewa ręka jest wzniesiona ku górze w geście błogosławieństwa, jednocześnie podtrzymując poły płaszcza. U stóp postaci zachowane zostały piasta koła. Posążek umieszczony był na szczycie ołtarza kaplicy[11].
- Tablica – z 1702 o wymiarach 34,5 × 127,7 cm, wykonana z drewna, na którym został wyryty tekst „Betszaida sadzawka chorych uzdrawiała a krynicza Syloe wzrok czny przywraczała, Iordon rzeka leczyła trąd sprosny Naama, cisterna betlehemska posilała pana. Tak wodzie zdroiu tego te łaszki nadane, które nie iey lec Witu świętem przyznane”, będący wierszem skomponowanym przez Andrzeja Komonieckiego. Na tablicy umieszczona została również data 1702 oraz monogram autora wiersza „A. K.”[2][12]. Druga ze znajdujących się w kaplicy tablic nie została zachowana[1].
- Obraz „Trójca Święta” – malowidło olejne z 1886, przekazane do kaplicy przez Theodora Lintschera[1].

## Źródło św. Wita

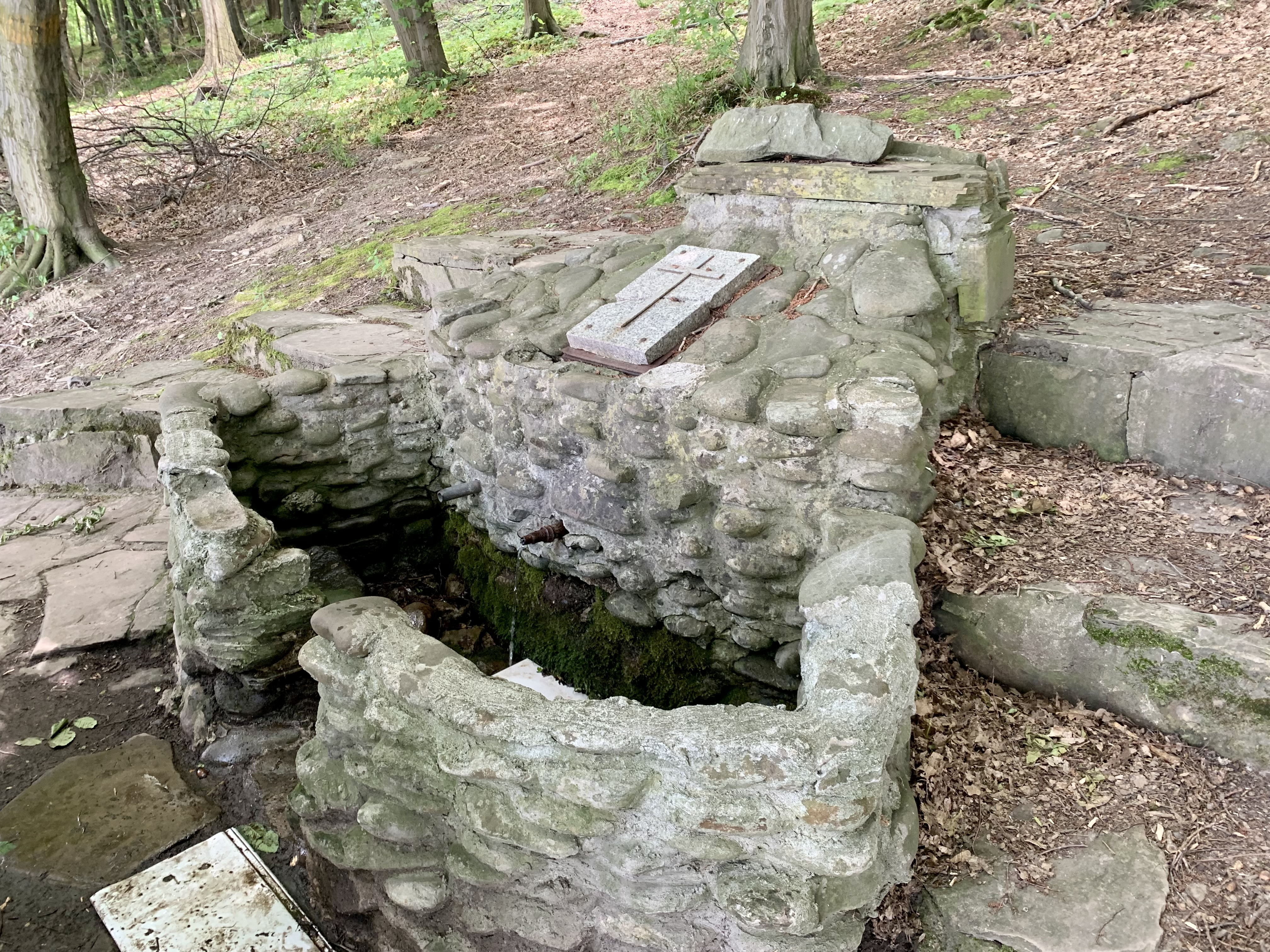
Źródło św. Wita

Współczesne źródło św. Wita położone jest powyżej miejsca dawnej studzienki przy kaplicy św. Wita. Zostało wyposażone w kamienną obudowę, która została wkomponowana w porośnięty lasem stok. Ponad miejscem wypływu wody znajduje się kamienna płyta z wyrytym na niej krzyżem.